# 北海道道303号沓形港线
北海道道303号沓形港线（日语：北海道道303号沓形港線）是一条位于北海道利尻町内的普通道级道路（北海道道）。

## 道路概况
- 起点：北海道利尻郡利尻町沓形（＝地方港湾沓形港）
- 終点：北海道利尻郡利尻町沓形（＝北海道道108号沓形仙法志鸳泊线交点）
- 总長：0.1千米

## 经过的自治体
- 宗谷综合振兴局
  - 利尻郡利尻町

## 主要连接道路
- 利尻町
  - 北海道道108号沓形仙法志鴛泊線＝沓形（终点）

## 历史
- 1957年7月25日 路線勘定。（1957年北海道告示第1487号）
- 1994年10月1日 路線编号变更为303号。（1994年北海道告示第1468号）